# Lucas Bacmeister (Theologe, 1672)

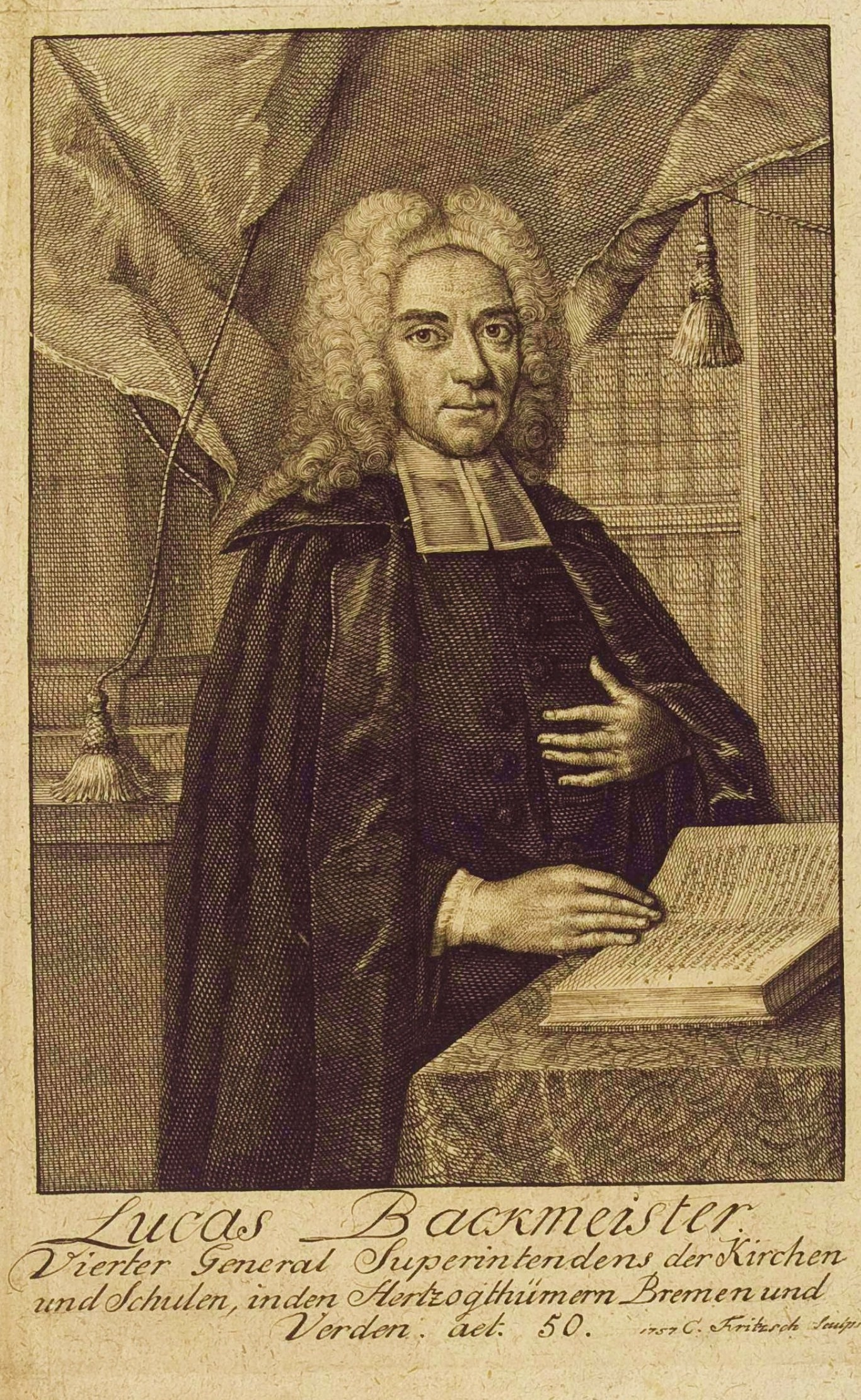
Lucas Bacmeister (1672–1748)

Lucas Bacmeister (auch: Lucas Backmeister, * 22. Mai 1672 in Celle; † 3. Dezember 1748 in Stade) war ein deutscher lutherischer Theologe und Generalsuperintendent der Generaldiözese Bremen-Verden.

## Leben
Bacmeister stammte aus der weitverzweigten niedersächsischen Gelehrtenfamilie Bacmeister und war ein Sohn des Hofrats Georg Michael Bacmeister (1625–1678) und der Ilse Dorothea Engelbrecht (1662–1706), Bruder des Celler Kanzleidirektors Johann Christian Bacmeister sowie Urenkel des Hofpredigers Lucas Bacmeister des Älteren. Nach seiner Schulzeit in Celle studierte er an der Universität Jena Philosophie, Kirchengeschichte, Hebräisch, Syrisch und Rabbinisch sowie auf Anregung unter anderem von Caspar Hermann Sandhagen noch Theologie. Anschließend unternahm Bacmeister eine neunjährige Studienreise, die ihn nach Kopenhagen, Lund, Rostock und Gießen führte und die ihm die Bekanntschaft bedeutender Persönlichkeiten wie Mattias Steuchius einbrachte.  
Im Jahre 1700 kehrte Bacmeister nach Celle zurück, wurde zum Pastor im Kloster Wienhausen berufen und 1710 zum Oberstadtprediger und Propst in Uelzen ernannt, wo er 1713 auch zum Superintendenten befördert wurde. Wenige Jahre später reiste Bacmeister erneut für mehrere Jahre ins Ausland, u. a. nach Leiden und Utrecht. Schließlich berief man ihn 1722 zum Generalsuperintendenten der Generaldiözese Bremen-Verden und zum ersten Rat des Konsistoriums in Stade. Dieses Amt bekleidete er bis zu seinem Tod 1748. Die von ihm forcierte Einführung des von Justus Gesenius herausgegebenen Katechismus scheiterte am Widerstand der Pastoren und der Stände und musste wieder zurückgenommen werden (siehe Geschichte des bremisch-verdischen Katechismus).
Lucas Bacmeister war in erster Ehe verheiratet mit Sophie Magdalena von Hitzacker († 1715), mit der er den Sohn und späteren Hofgerichtsadvokaten Georg Christian Bacmeister (1708–1741) und drei Töchter hatte. Nach dem Tod seiner Frau heiratete er in zweiter Ehe Agnese Barbara von Harling († 1761). Eine Grund- und Hauptschule in Uelzen wurde zu seinem Gedenken und in Anerkennung einer von ihm geleisteten Spende über 400 Gulden für eine Schule, die allen Kindern der Stadt Uelzen zugänglich sein sollte, in Lucas-Backmeister-Schule umbenannt.
Lucas Bacmeister, starb, wie das Compendium historiae litterariae novissimae (Erlangen 1749) angibt, „nach einer langen Krankheit“ am 3. Dezember 1748 in Stade.